# 光苞亚菊
光苞亚菊（学名：Ajania nitida）为菊科亚菊属的植物，是中国的特有植物。分布于中国大陆的四川等地，生长于海拔3,900米的地区，多生在向阳干燥山坡，目前尚未由人工引种栽培。